# Bhartrihari
 (janvier 2010).
Si vous disposez d'ouvrages ou d'articles de référence ou si vous connaissez des sites web de qualité traitant du thème abordé ici, merci de compléter l'article en donnant les références utiles à sa vérifiabilité et en les liant à la section « Notes et références ».
Bhartrihari est le nom d'un poète indien d'expression sanskrite (entre le Ier et le VIIe siècle) et d'un grammairien du même nom (Ve – VIe siècles). Pendant longtemps, ces deux auteurs furent confondus. On tend aujourd'hui à les dissocier.

## Bhartrihari le poète
D'après la tradition, Bhartrihari serait le frère ainé du roi Vikram d'Ujjain. Destiné à la couronne, il aurait abdiqué en faveur de son frère et se serait retiré dans une grotte qui est toujours visité. Il serait également le demi-frère du poète Bhatti.
On lui attribue trois centuries (Shataka) correspondant aux quatre stades de la vie.
La première (niti) relève de l'utile ou le la Loi comme règle de vie (artha), la seconde (shringara = śṛṅgāra) relève de Kâma, l'amour, la troisième (vairagya= vairāgya) relève du renoncement et de la délivrance (moksha).

## Bhartrihari le grammairien
Auteur d'un célèbre traité de grammaire, le Vākya padīya.
La première partie du traité est consacrée au Verbe, à la Parole, la seconde à la phrase (vākya) et la troisième au mot (pāda).
Pour lui, la parole est bien une essence qui n’est ni matière (son), ni esprit (phénomène psychique). Dès l’ouverture de son ouvrage il lui donne le statut le plus élevé, celui du principe absolu (brahman) : « La réalité qu’est la parole est le brahman impérissable, sans commencement ni fin ; de lui émane la formation de l’univers sous la forme du sens. »